# Poljska ševa
Poljska ševa (lat. Alauda arvensis) je mala ptica iz reda vrapčarki. Ove ševe rasprostranjene su velikom broju u Europi, Aziji i u planinama Sjeverne Afrike.

## Opis
Poljska ševa duga je od 16-18 centimetara. Perje joj je na području trbuha smećkastobijele boje, dok je na ostalim dijelovima tijela smeđa, s ponekim svjetlijim i tamnijim nijansama. Mužjak ima karakterističan pjev, koji se čuje na daljini od 50 do 100 metara. Obično traje od 2 do 3 minute, ali može trajati i duže. Krila su šira kod mužjaka nego kod ženke, što mu omogućuje dulji let. U letu pokazuje kratki rep i kratka, široka krila. Hrani se kukcima. Ženka u lipnju u travnato gnijezdo snese od 3 do 6 jaja. Jaja su žuta/bijela sa smećkastim/ljubičastim točkama. Gnijezdo je veoma teško naći.

## Rasprostranjenost
Obično su stanovnici zapadnih regija, dok se istočne poljske ševe zimi sele, idući prema sjeveru. Na zapadu, poljske ševe se uvijek zimi nastane na nizinama i morskim obalama. Azijske ptice mogu se pojaviti u lutanju u Aljaski; ove ptice također se mogu sresti na Havajima i na zapadu u Sjevernoj Americi.